# Chu Xa
Chu Xa (1407 - ?), tự: Khí Phủ, là quan nhà Lê sơ trong lịch sử Việt Nam. Ông chính là người viết tiếp bộ Việt âm thi tập do Phan Phu Tiên biên soạn.

## Tiểu sử
Chu Xa là người ở huyện Yên Phụ, nay là huyện Yên Phong, tỉnh Bắc Ninh. Thân thế ông không rõ, chỉ biết năm Quý Sửu (1433) đời Lê Thái Tổ, ông thi đỗ Tiến sĩ, được bổ chức quan.
Năm 1446, khi ấy Chu Xa đang làm chức Thị ngự sử, nhận thấy "Việt âm thi tập do quan làm sử trước kia là Phan Phu Tiên biên soạn (hoàn thành năm 1433) còn chưa được đầy đủ" , cho nên ông đã ra công sưu tập thêm, đến năm 1459 thì xong, được Lý Tử Tấn viết tựa, hiệu chính và điểm lời phê bình, và được vua Lê Nhân Tông (ở ngôi: 1442-1459) cho phép in vào năm đó.
Năm 1452 đời Lê Nhân Tông, ông được cử làm Phó sứ sang nhà Minh (Trung Quốc), sau làm quan trải đến chức Ngự sử. Theo Đại Việt lịch triều đăng khoa lục, trong danh sách người đỗ Tiến sĩ năm Ất Sửu (1433) tên Chu Xa được ghi đầu tiên, và về sau ông bị bãi chức .
Tác phẩm của ông còn lại có Việt âm thi tập (viết tiếp Phan Phu Tiên), và 5 bài thơ chép trong Toàn Việt thi lục.

## Sách tham khảo
- Trần Văn Giáp, Tìm hiểu kho sách Hán Nôm. Nhà xuất bản Khoa học xã hội, 2003.
- Nguyễn Huệ Chi, mục từ: "Việt âm thi tập" trong Từ điển văn học (bộ mới). Nhà xuất bản Thế giới, 2004.